# Tambi Lor
Tambi Lor is een bestuurslaag in het regentschap Indramayu van de provincie West-Java, Indonesië. Tambi Lor telt 4352 inwoners (volkstelling 2010).